# Гисберг, София
София Гисберг (швед. Sofia Gisberg; 1854—1926) — шведская скульптор и художница по текстилю.

## Биография
Родилась 16 ноября 1854 года в Сундсвалле в купеческой семье Пера Даниэля Гисберга и его жены Абрамины Элизабет Таксберг.
София в 1877—1886 годах получила образование в качестве дизайнера в ремесленной школе Констфак в Стокгольме, где позже она также стала преподавателем. Также она посещала школу живописи художницы Керстин Кардон. Некоторое время работала в качестве литографа в типографии Centraltryckeriet в Стокгольме.

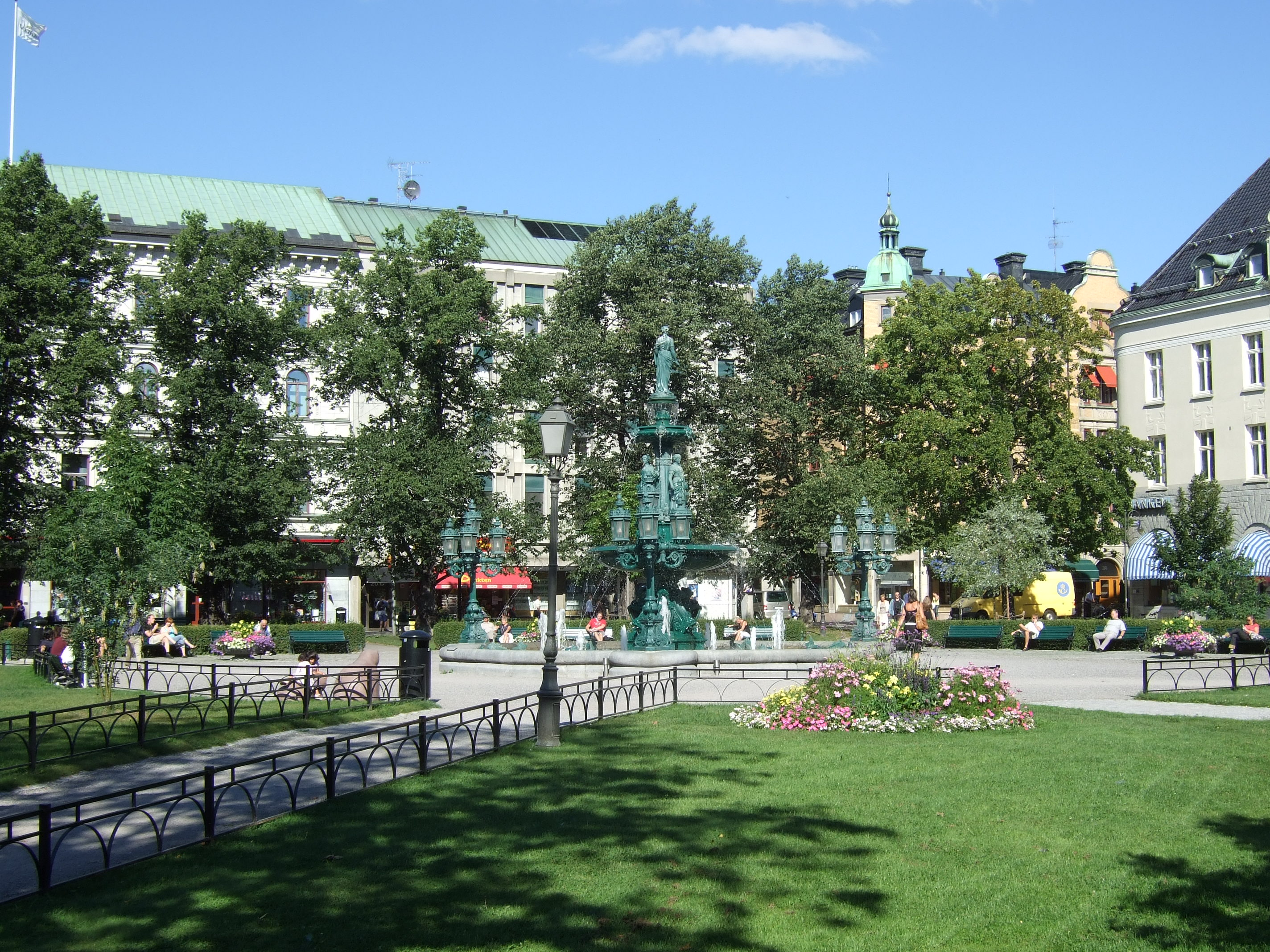
Фонтан в парке Vängåvan в Сундсвалле со скульптурой работы Софии Гисберг

Как скульптор, София Гисберг создала ряд известных работ. Одна из них — скульптура в центре фонтана парка Венгаван в Сундсвалле (1886 год, отлита в механической мастерской J & CG Bolinder). Как художница, имела широкую специализацию: от церковного текстиля и предметов обихода. В частности разработала текстиль для церкви Ösmo kyrka в Нюнесхамне и церкви Gustavsbergs kyrka в Стокгольме. В 1884 году она сотрудничала с переплетной компанией F. Beck & Son, где выполняла изящные работы из кожи. Гисберг являлась членом ассоциации Handarbetets vänner и некоторое время была членом её правления. Осуществила ознакомительные поездки в Германию и Австрию.
Участвовала в выставках в Швеции и за рубежом, была членом жюри на Стокгольмской Художественно-промышленной выставке 1897 года. В 1894 году она была удостоена награды на Чикагской выставке. В сентябре 1901 года София Гисберг была удостоена медали «Litteris et Artibus».
Её работы можно увидеть в Национальном музее Швеции в Стокгольме.
Умерла 3 января 1926 года в приходе Ваксхольм.